# Semiarundinaria fortis
Semiarundinaria fortis är en gräsart som beskrevs av Gen-Iti Koidzumi. Semiarundinaria fortis ingår i släktet Semiarundinaria och familjen gräs. Inga underarter finns listade i Catalogue of Life.